# Comuna Beciu, Teleorman
Beciu este o comună în județul Teleorman, Muntenia, România, formată din satele Bârseștii de Jos, Beciu (reședința) și Smârdan.

## Istorie
La sfârșitul secolului al XIX-lea, comuna făcea parte din plasa Siul de Jos a județului Olt și era formată din satele Beciu, Bălteni, Bârsești și Smârdanul. În comună funcționa o școală mixtă și două biserici.
Anuarul Socec din 1925 consemnează comuna în plasa Drăgănești a aceluiași județ, cu o populație de 3500 de locuitori (în satele Beciu, Dudu, Mândreni, Plăciceni și Smârdan), în timp ce satul Bârseștii de Jos era la acea vreme, parte a comunei Bârsești. În anul 1931, comuna capătă actuala structură, fiind împărțită în satele Beciu, Bârseștii de Jos și Smârdan.
În anul 1950, comuna a trecut în administrația raionului Turnu Măgurele al regiunii Teleorman, raion care, doi ani mai târziu, a fost inclus în regiunea București.
În anul 1968, comuna a trecut la județul Teleorman, dar a fost desființată imediat, iar satele ei au trecut la comuna Plopii-Slăvitești. Comuna Beciu a fost reînființată în 2004, iar de atunci, comuna are structura actuală.

## Demografie
Componența etnică a comunei Beciu
     Români (96,82%)
     Alte etnii (0%)
     Necunoscută (3,18%)
Componența confesională a comunei Beciu
     Ortodocși (96,61%)
     Alte religii (3,39%)
Conform recensământului efectuat în 2021, populația comunei Beciu se ridică la 1.445 de locuitori, în scădere față de recensământul anterior din 2011, când fuseseră înregistrați 1.641 de locuitori. Majoritatea locuitorilor sunt români (96,82%), iar pentru 3,18% nu se cunoaște apartenența etnică. Din punct de vedere confesional, majoritatea locuitorilor sunt ortodocși (96,61%).

## Politică și administrație
Comuna Beciu este administrată de un primar și un consiliu local compus din 11 consilieri. Primarul, Marius Manea[*], de la Partidul Social Democrat, este în funcție din 1 noiembrie 2024. Începând cu alegerile locale din 2024, consiliul local are următoarea componență pe partide politice:
|  | Partid                    | Consilieri | Componența Consiliului | Componența Consiliului | Componența Consiliului | Componența Consiliului | Componența Consiliului | Componența Consiliului | Componența Consiliului | Componența Consiliului | Componența Consiliului |
|  | ------------------------- | ---------- | ---------------------- | ---------------------- | ---------------------- | ---------------------- | ---------------------- | ---------------------- | ---------------------- | ---------------------- | ---------------------- |
|  | Partidul Social Democrat  | 9          |                        |                        |                        |                        |                        |                        |                        |                        |                        |
|  | Partidul Național Liberal | 2          |                        |                        |                        |                        |                        |                        |                        |                        |                        |